# Filter (Optik)

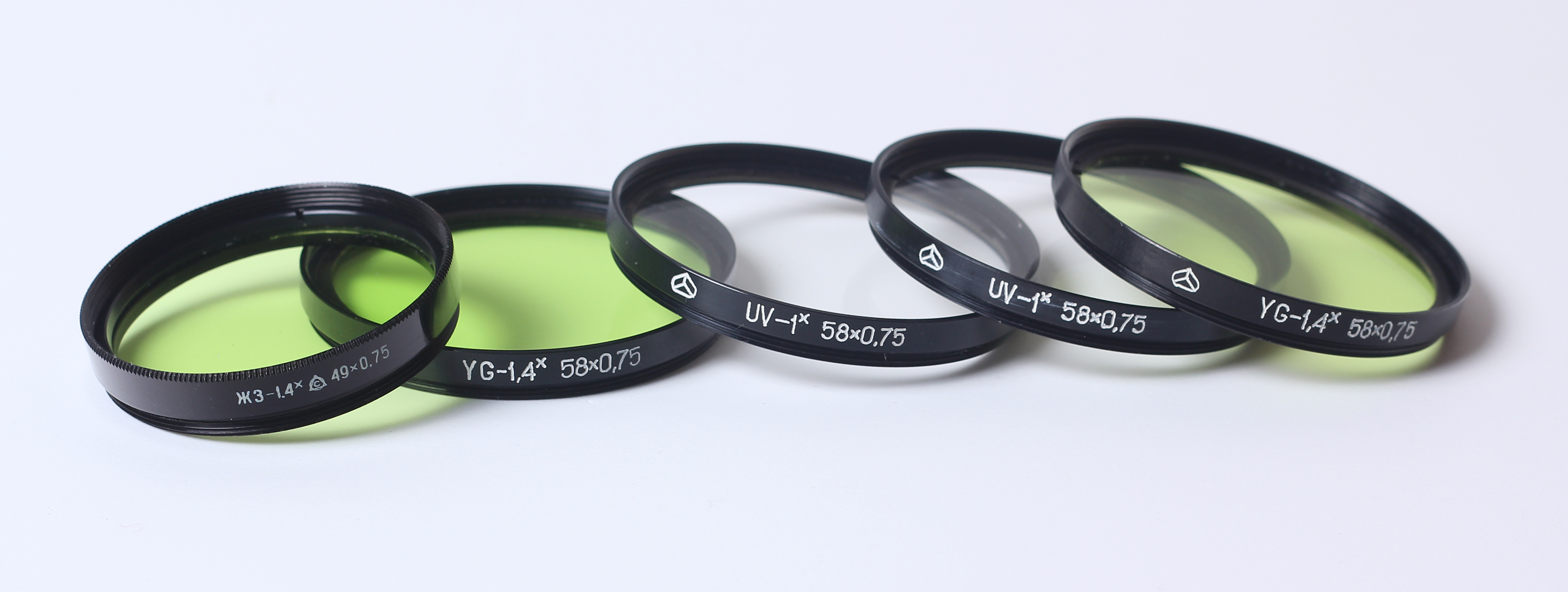

Optische Filter selektieren die einfallende Strahlung nach bestimmten Kriterien, z. B. nach der Wellenlänge, dem Polarisationszustand oder (meist als Nebeneffekt) der Einfallsrichtung. Die bekannteren optischen Filter (Farbfilter, UV-Filter) sind im Artikel Filter (Fotografie) vorgestellt.

## Verlaufsfilter
Verlaufsfilter besitzen eine über die Filterfläche kontinuierlich veränderliche Filterwirkung. Sie werden eingesetzt, um stufenlos einstellbare Abschwächungen zu erreichen, beispielsweise als verschiebbarer Graukeil über einen schmalen Strahlengang – wo der Gradient des Filters vernachlässigt werden kann oder aber das Strahlprofil nicht beeinflusst wird (zum Beispiel wird ein Laserstrahl, wenn seine Intensitätsverteilung der gaußschen Glockenkurve folgt, nur seitlich versetzt).
Zu den Verlaufsfiltern zählen auch die üblicherweise neutralgrauen Centerfilter, die in der Fotografie insbesondere bei extremen Weitwinkelobjektiven eingesetzt werden, um den dort aufgrund des Cos4-Gesetzes auftretenden Randlichtabfall zu kompensieren.

## Kantenfilter

Transmission von Rubin im optischen Bereich. Alle Wellenlängen größer als 600 nm werden durchgelassen.

Ein Kantenfilter besitzt zwei mehr oder weniger scharf voneinander getrennte Spektralbereiche, in denen der Filter transmittiert (durchlässig ist) beziehungsweise absorbiert (undurchlässig ist).
Er ist meist als Hochpass (z. B. Infrarot-Sperrfilter) ausgebildet, Tiefpass-Kantenfilter sind nur mit schlechter Offband-Unterdrückung zu realisieren. Da in der Optik eher von der Wellenlänge als von der Frequenz die Rede ist, spricht man statt von Hochpass eher vom Kurzpass- (cut-off filter) und statt Tiefpass vom Langpassfilter (cut-in filter), je nachdem, ob die kurzwelligen (hochfrequenten) oder langwelligen (niedrigfrequenten) Spektralanteile durchgelassen werden. Als Kante („cut“) wird die filterspezifische Wellenlänge bezeichnet, die den Absorptions- und Transmissionsbereich voneinander trennt.

## Polarisationsfilter
Der Polarisationsfilter besteht aus anisotropen Folien oder auch aus in Reflexion arbeitenden dielektrischen Oberflächen. Es wird in der Fotografie genutzt, um Reflexionen zu beeinflussen.

## Interferenzfilter
Der Interferenzfilter ist ein Filter, der auf Interferenzeffekten in optischen Dünnschichten basiert. Neben Kantenfiltern, Polarisationsfiltern und Verlaufsfiltern können Interferenzfilter mit einem sehr schmalen Durchlassbereich und einem hohen Unterdrückungsgrad des Offband-Bereiches hergestellt werden. Der Durchlassbereich (oder Nutzbereich) ist derjenige Wellenlängenbereich (oder Spektralbereich), in dem der Filter eine hohe Durchlässigkeit (Transmission (Physik)) besitzt. Den Spektralbereich außerhalb dieses Durchlässigkeitsbereiches bezeichnet man als „off-band“. Hier zeigt sich die Güte eines Filters in niederen Transmissionswerten: im Fall von Interferenzfiltern wird diese Strahlung reflektiert, bei „normalen“ Farbfiltern absorbiert. Interferenzfilter werden beispielsweise zur Unterdrückung infraroter Strahlung bei Bildsensoren in Digitalkameras und in Projektionssystemen eingesetzt. Zur Spezifikation von optischen Interferenzfiltern gibt es die Internationale Norm ISO 9211 (Optik und Photonik – Optische Schichten). Diese besteht aus den Teilen
- Teil 1: Begriffe[1]
- Teil 2: Optische Eigenschaften[2]
- Teil 3: Umweltbeständigkeit[3]
- Teil 4: Spezifische Prüfmethoden.[4]

## Bayer-Filter
Dies ist ein strukturierter Farbfilter, der jedem Pixel eines CCD- oder CMOS-Sensors einen eigenen Farbauszugsfilter vorschaltet, der nur je einen Wellenlängenbereich durchlässt (rot, grün oder blau). Jeweils vier lichtempfindliche Pixel werden dabei zu einem Farbpixel zusammengefasst, siehe Bayer-Sensor.

## Komplementärfarbenfilter
Dieser Filter ist ebenso strukturiert wie der oben beschriebene Bayer-Filter, arbeitet jedoch statt mit den Primärfarben der additiven Farbmischung (rot, grün, blau) mit deren (additiven) Komplementärfarben (magenta, cyan, gelb). Dadurch wird die Lichtempfindlichkeit verdoppelt, denn ein Primärfarbfilter sperrt 2/3 des Spektralbereiches (ein Grünfilter beispielsweise sperrt Rot und Blau), während ein Komplementärfarbenfilter nur 1/3 sperrt (beispielsweise sperrt ein Gelbfilter nur Blau). Dieser Vorteil wird erkauft mit einer komplexeren elektronischen Farbdekodierung.
Komplementärfarbenfilter werden u. a. in Camcordern eingebaut, um hier bei kompakten Abmessungen und entsprechend sehr kleinen Sensorflächen noch große Zoomfaktoren (25-fach und mehr) realisieren zu können, ohne die elektrische Signalverstärkung in der Ausleseschaltung und damit auch das Signalrauschen übermäßig ansteigen zu lassen.
In aktuellen Digitalkameras hingegen sind Komplementärfarbenfilter kaum anzutreffen.